# ポリイン

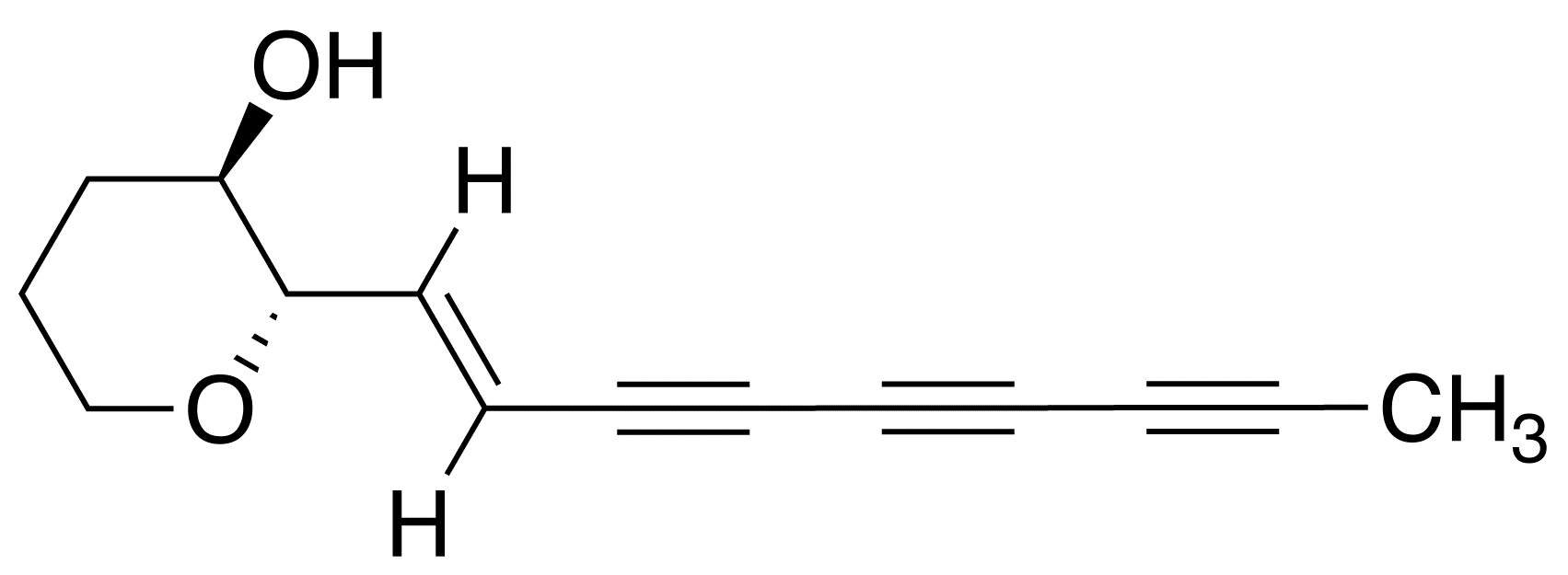
イクチオテレオールは、Ichthyothere属の植物が含むポリインで、魚類にとっての強い毒になる。

ポリイン(Polyyne)は、単結合と三重結合が交互に現れる(-C≡C-)nの構造を持つ有機化合物である。最も単純なものはジアセチレンで、構造式は、H-C≡C-C≡C-Hである。
これらの物質は、オリゴイン(oligoyne)または、炭素が無限に繋がった仮想上の同素体であるカルビン(-C≡C-)∞に因んでカルビノイド(carbinoid)とも呼ばれる。この物質の合成については、1960年代以降、何度も主張されてきたが、これらの報告には議論がある。実際、この物質は、初期の多くの有機合成の試みにおいて、カルビンの短鎖として同定された。
ポリインは、アセチレン及びその誘導体の重合で得られ、単結合と二重結合が交互に並んで骨格が形成されるポリアセチレンとは異なる。クムレンとともに、ポリインは、その堅さによって他の有機鎖から区別され、そのため分子ナノテクノロジーにとって有望な材料である。またポリインは、水素の少ない星間雲からも検出されている。

## 歴史
ポリイン合成の最初の報告は、銅(I)フェニルアセチリドが空気の存在下で酸化二量化し、ジフェニルブタジインが形成される様子を観測したカール・グレイサーにより1869年に行われた。
1950年代には、様々な技術を用いて、nの値が4か5までのポリインH(-C≡C-)nが合成された。1971年頃、T・R・ジョンソンとD・R・M・ウォルトンは、Hay's catalystを用いた鎖二量化反応中にポリイン鎖を保護するため、-SiR3（通常、Rはエチル基）を保護基として用いた。この技術を用いて、彼らは、純物質としてはmが8まで、溶液としてはmが16までのEt3Si-(C≡C)m-SiEt3のようなポリインを得ることができた。
nが2から6までのH(-C≡C-)nHの構造を持つアルキンは、1856年かそれ以前から知られていたアセチレン誘導体である炭化銅(I)を塩酸で部分的に酸化したものの、分解生成物から検出することができる。

## 安定性
長いポリイン鎖は、発熱反応により分子間で架橋が起こるため、大量の時は本質的に不安定であると言われている。研究の途中に爆発することもある。しかし、末端の水素をtert-ブチル基やトリフルオロメチル基等の特に嵩高い保護基で保護することにより、湿気や酸素に対してさえもかなり安定にすることができる。1995年、この技術を用いて、300個以上の炭素からなるカルビン鎖の合成が報告された。しかし、この報告は、検出された分子は直鎖のポリインではなくフラーレンのような構造だったのではないかとの論争に晒されている。
10個のアセチレン基（20炭素）長で構成され、フレシェ型の芳香族ポリエーテルデンドリマーで末端が保護されたポリインは、2004年に単離され、性質が調べられた。2010年時点で、単離された最長のポリインは、22アセチレン基（44炭素）長で、トリス(3,5-ジ-t-ブチルフェニル)メチル基で末端が保護されたものである。

## 構造
R-(-C≡C-)n-Rの構造を持ち、nが8以上の合成ポリインは、しばしば結晶固体状態の、滑らかなカーブまたは螺旋形の骨格構造を持つ。例えば、保護基Rがトリイソプロピルシリル基でnが8の場合、X線結晶構造解析では、約25°から30°の角度で幅広い弧の形に曲がり、そのため各々のC-C≡Cは、直線から3.1°曲がっている。この幾何のおかげで、嵩高い保護基があるにもかかわらず密度の高い詰め込みが可能である。結果として、隣接分子の骨格間の距離は、架橋結合の範囲に近い約0.35-0.5 nmまで縮まる。この化合物は、低音ではいつまでも安定だが、融解する前に分解する。対照的に、n=4またはn=5のホモログ分子は、少なくとも0.5-0.7 nm離れたほぼ直線の骨格を持ち、分解することなく融解する。

## 天然の存在

### 生物起源
幅広い生物がポリアセチレンを合成し、その多くが医薬品としての性質を持つ。アセチレン脂肪酸1は、ヤドリギ科Paramacrolobium caeruleumの根の皮から単離された。この科の植物の茎や葉は、インドネシアでは癌の治療に用いられている。
天然色素チアルブリンB(2)は、オオブタクサから単離された。この型の化合物を含む植物は、アフリカやカナダの原住民が皮膚感染や腸内寄生虫の治療に用いてきた。
アメリカハリブキの内樹皮や根は、アメリカ原住民が様々な病気の治療に用いてきた。単離されたポリインの1つは、オプロパンジオール酢酸(3)である。ジヒドロマトリカリア酸(4)は、ジョウカイボン科から得られるポリインである。植物由来の他のポリインには、エナントトキシン、シクトキシン、ファルカリノールがある。
ポリインは、ニンジン、セロリ、フェンネル、パセリ、パースニップ等のセリ科の野菜でも見られ、細胞毒性を示す。
Ichthyothere属は、イクチオテレオールと呼ばれるポリインを活性物質として含む。この物質は魚にとって非常に毒性が強く、そのため、Ichthyothere terminalisを釣りの餌として用いることで、魚は水の外に跳び出る。
ファルカリノール型の脂肪族C(17)-ポリインは、代謝調整剤として作用し、健康増進の栄養剤として研究されている。
これらのポリインの医薬品としての性質のため、その合成経路が有機合成工業で再現されることが望まれている。そのような多くの過程の中には、カディオ・ホトキェヴィチカップリング等がある。

### 宇宙
オクタテトライニルラジカルとヘキサトリイニルラジカルは、これらのイオンとともに、宇宙の水素の少ない領域で検出される。